# 의성 순호리 도해와
의성 순호리 도해와는 대한민국 경상북도 의성군 가음면 순호리 220에 있다. 2014년 5월 28일 의성군의 문화유산 제27호로 지정되었다.

## 개요
도해와는 조선조 병자호란을 겪은 후 능성인 구혜(具?)가 관직을 버리고 태백산에서 은거하다가 의성에 입향 정착한 그의 뜻을 기려 후손이 건립한 건물이라 전한다.